# Spooknet

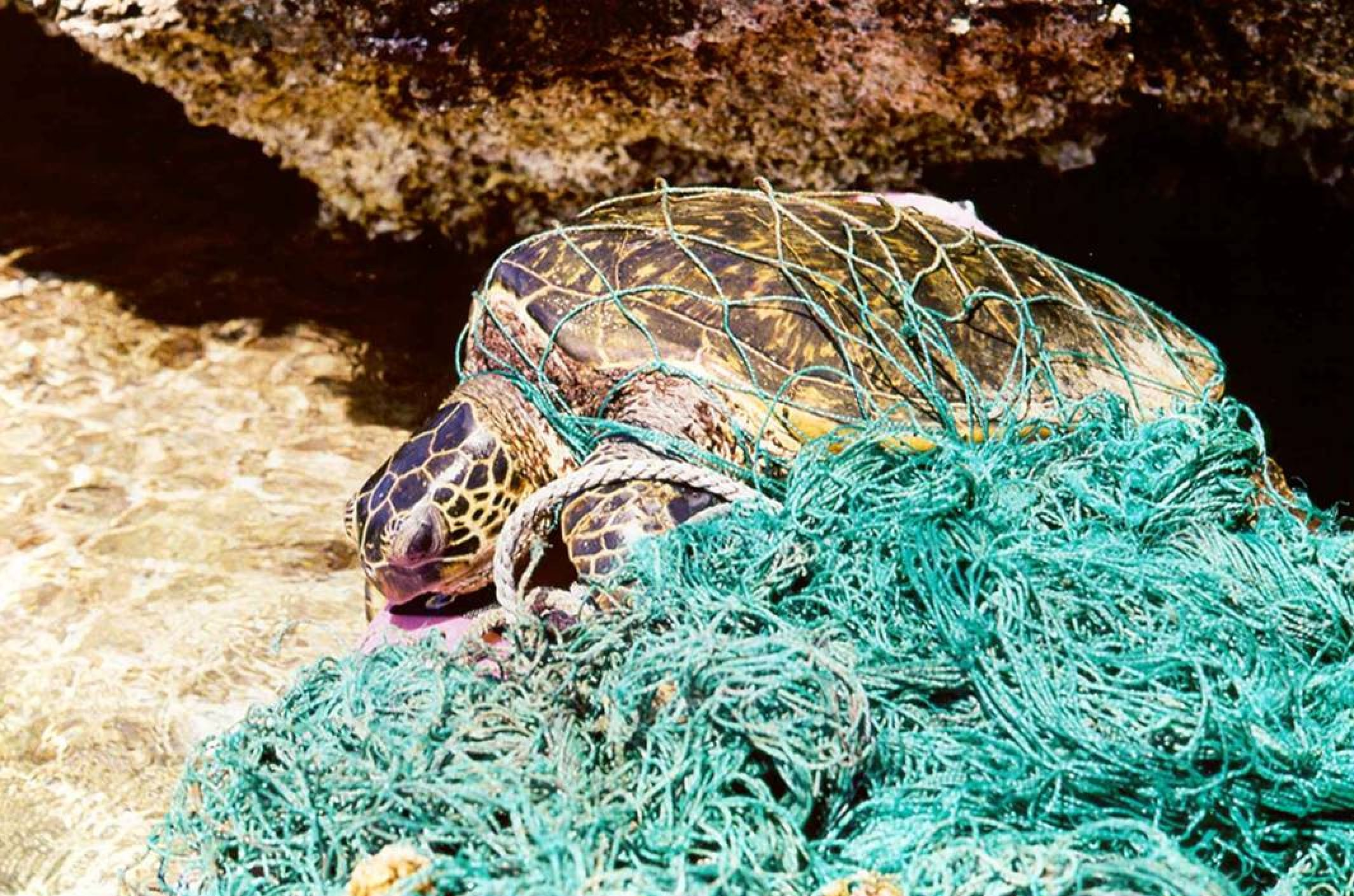
Een zeeschildpad verstrikt in een spooknet.

Spooknetten zijn visnetten die door vissersboten op zee zijn achtergelaten of verloren. Deze netten, die in het gedempte licht in zee vaak bijna onzichtbaar zijn, raken soms vast op een rotsachtig rif, of drijven gewoon in de open zee. Allerlei dieren zoals vissen, dolfijnen, zeeschildpadden, haaien, doejongs, zeekrokodillen, zeevogels en krabben raken er fataal in verward, en zelfs voor een menselijke duiker zijn ze gevaarlijk. De netten werken namelijk zoals ze zijn ontworpen, en beperken de bewegingsvrijheid, zodat de gevangen dieren omkomen door honger, kwetsuren of verstikking, voor dieren die naar de oppervlakte moeten terugkeren om te ademen.

## Trivia
In de documentaire Seaspiracy uit 2021 wordt de milieuschade van spooknetten getoond.